# Долма
Долма́ (далма, дулма, дурма, толма - буквально наполненное/начинённое в переводе с тюркских языков) — блюдо, представляющее собой овощи или листья (традиционно виноградные), начинённые, как правило, мясным фаршем с рисом; с другой стороны, начинка может и не содержать мяса, а состоять из риса, чечевицы, фасоли, крупы или овощей. В Турции вариант долмы, в котором начинку заворачивают в листья, например виноградные или капустные, называется сарма (от тур. sarmak — заворачивать). Долма широко распространена в кухнях народов Закавказья, Балканского полуострова, Передней и Центральной Азии, а также Северной Африки. Каждая из национальных кухонь имеет свои варианты приготовления долмы.
В русской традиции долмой приоритетно называют мясной фарш с рисом в виноградных листьях. Однако, в других странах фаршированные перцы, фаршированные кабачки, фаршированные помидоры и фаршированные баклажаны, а также голубцы или их аналоги могут считаться разновидностями долмы.
Существуют и сладкие разновидности долмы, например, фаршированная айва и фаршированные яблоки. Начинка для них на Ближнем Востоке (в Иране и Турции) представляет собой сочетание мяса, риса или булгура и сладкого сиропа — дошаба или пекмеза.
В Молдавии и Румынии долма известна под названием сармале (сарма).
В турецком языке и турецкой кухне термин «долма» является полным аналогом русского слова «фаршированный» (дословно «наполненный»), поэтому, например, фаршированная рыба в Турции тоже рассматривается как разновидность долмы (так, «uskumru dolma» — фаршированная скумбрия).

## Название
Вариант названия «долма» является общим для нескольких тюркских языков (азерб. dolma, крымскотат. dolma, кум. долма, тур. dolma, туркм. dolma, узб. do'lma, дўлма) и происходит от тюркского глагола dolmak со значением «заполнять». Версию о тюркском происхождении слова «долма» подтверждают, в частности: Этимологический словарь тюркских языков под общей редакцией лингвиста-тюрколога Эрванда Севортяна, немецкий алтаист и тюрколог Герхард Дёрфер, лингвист Франц Миклошич, армянский лингвист Р. А. Ачарян, доктор исторических наук С. Г. Еремян. Герхард Дёрфер указывает, что слово имеет османское происхождение и на сегодняшний день встречается от Скандинавии, Балкан и Венгрии до Узбекистана и Таджикистана. По мнению Вильяма Похлёбкина, часть блюд грузинской и армянской кухонь с тюркскими названиями распространена в Азербайджане, а также в Иране и Турции, поэтому это затрудняет определение истинной национальной принадлежности таких блюд. 
Кулинарный справочник Оксфордского университета англ. The Oxford Companion to Food прослеживает использование названия «долма» до эпохи Османской империи. Признавая, что рецепт мог использоваться другими народами и ранее, автор справочника усматривает турецкое влияние, как минимум, в самом названии блюда. В то же время, справочник не отрицает версии об армянском происхождении блюда.
Этимологический словарь Фасмера описывает долму следующим образом:
…далма́ — рубленая баранина, завернутая в листья винограда; мясо или рыба с пшеном в капустных листьях, астраханская (Даль), также дулма́, дурма́ — то же. Заимствовано из турецкого, крымскотатарского dolma «фарш», japrak dolmasy «фарш, завернутый в виноградные листья», lahana dolmasy «начинённая капуста».
Толковый словарь живого великорусского языка Владимира Даля отмечает варианты названия «далма» и «дулма» как принадлежность соответственно астраханского и донского диалектов. Из этого следует, что уже в XIX веке жителям Юга России, в частности, донским казакам, было знакомо это блюдо. Сходное название это блюдо имеет у ряда других народов региона: азерб. dolma — «долма»; арм. տոլմա — «толма»; греч. Ντολμάς — «долмас»; груз. ტოლმა — «толма»; перс. دلمه‎ — «долмеh».
Долма также известна под арабскими названиями «malfuf» и «mehshi», турецкими «sarma», «yapak» и «yabraq». В Бутане слово «долма» означает жевательную смесь, завернутую в листья бетеля.

## Происхождение
Упоминание долмы отсутствует в ранних персидских и арабских источниках, однако она упоминается в источниках эпохи Османской империи как блюдо придворной кухни. По одной версии, долма (в том числе, фаршированные овощи) действительно изначально были придворным блюдом. Сложная технология приготовления требует специальной поварской подготовки, а гармоничное сочетание овощей и начинки свидетельствует о вкусе заказчиков.
По другой версии, долма существовала и ранее, в повседневной народной кухне, которая, в отличие от придворной, редко находит подробное отображение в источниках. Так, в «Кулинарном словаре» отмечается, что это блюдо характерно для всех стран, испытавших тюркское влияние. Согласно «Краткому введению в историю ислама», тюрки обогатили исламскую цивилизацию блюдами своей кухни, причём в качестве одного из примеров приводится «долма». В издании Кембриджского университета по мировой истории еды отмечается, что иранцы заимствовали долму из Турции.
Во многих источниках без пояснений заявляется о происхождении долмы из различных национальных кухонь Ближневосточного и Балканского региона.

### Армянская версия
Справочник Оксфордского университета (англ. The Oxford Companion to Food) отмечает, что по мнению некоторых, долма возникла как армянское блюдо, а затем перешла в турецкую кухню. Затем долма была блюдом придворной кухни Османской империи. Османское происхождение представляется не до конца выясненным ввиду того, что фаршированные овощи встречались у греков и арабов под местными названиями.
По мнению специалиста по истории кулинарии, автора кулинарных книг Вильяма Похлёбкина, само кушанье возникло первоначально в армянской кухне:
С XVII до начала XIX в. Армения была поделена между Турцией и Ираном. В этот период хозяйство Армении, её людские и материальные ресурсы пришли в упадок, но духовная и материальная культура не изменилась, не погибла и армянская кухня. Наоборот, армяне внесли свой вклад в кухню турок-сельджуков, так что многие истинно армянские блюда стали позднее известны в Европе через турок, как, якобы, блюда турецкой кухни (например, долма).

### Азербайджанская версия
В Азербайджане долма считается неотъемлемой частью азербайджанской кухни, а Национальный кулинарный центр Азербайджана обвиняет Армению в «присвоении» этого национального блюда.
В декабре 2017 года на 12-й сессии Межправительственного комитета по охране нематериального культурного наследия ЮНЕСКО традиция приготовления долмы в Азербайджане была признана одним из элементов нематериального культурного наследия человечества.

## Состав

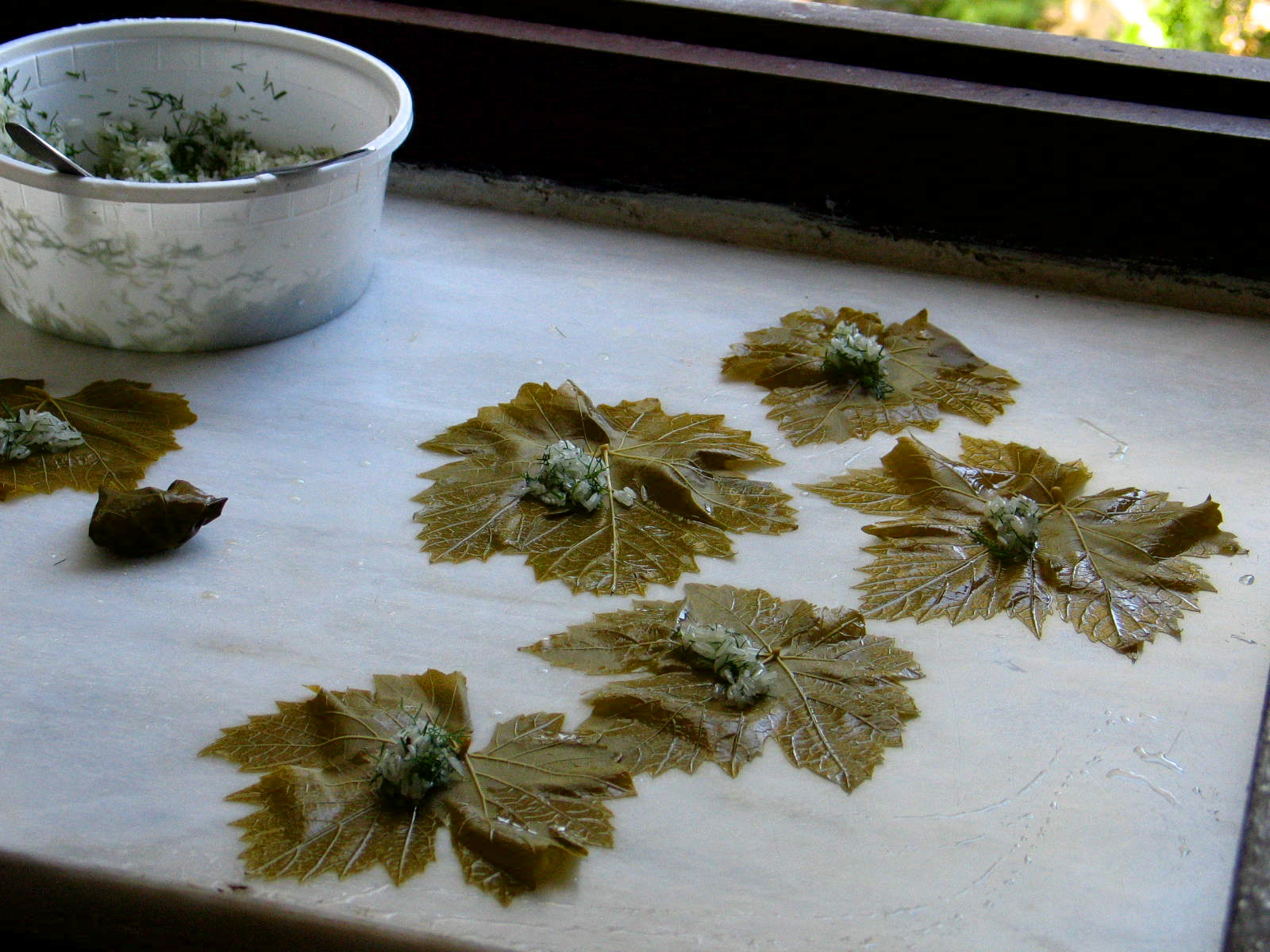
Приготовление долмадес по-гречески

- В качестве внешней оболочки используются листья (винограда, капусты) или овощи (перцы, помидоры, баклажаны). Оболочка создаёт форму, внешний вид блюда и придаёт ему более сложный вкус.
- В качестве начинки используется мясной фарш, рис или крупа. В её состав могут входить добавки — приправы, орехи, лук, лимонный сок, оливковое масло.
- Подливку готовят из бульона, в котором варилась долма, и приправ. Приправы, а следовательно, и вкус подливки, как правило, должны быть кислыми или кисло-сладкими.
- Состав ереванской толмы: баранина — 170 г, рис — 20 г, лук репчатый — 20 г, зелень — 15 г, перец чёрный, листья виноградные (свежие или квашеные) — 120 г, чеснок — 0,3 г, мацун — 50 г, соль[22].

## Долма по регионам
|                                             |  |                                       |  |                                   |  |
| Азербайджанская долма в виноградных листьях |  | Армянская толма в виноградных листьях |  | Азербайджанская баклажанная долма |  |

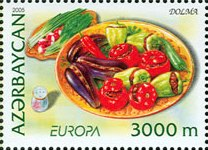
Почтовая марка Азербайджана

- В Азербайджане для приготовления долмы (азерб. dolma), кроме молодых виноградных листьев особых сортов винограда (аг шаны, кара шаны) и капусты, в отдельных регионах (Губа-Кусарский) используются листья инжира, айвы и некоторых других произрастающих здесь деревьев. Эти листья в процессе приготовления трансформируются в нежную и ароматную хрустящую корочку. В качестве начинки долмы, наряду с мясным и овощным фаршем, издавна используется особым способом засоленное филе осётра или севрюги (Сальян, Нефтчала, Банк). В летнее время в Азербайджане долму готовят из сочетания трёх овощей — баклажанов, помидоров и сладкого перца. Для начинки используют фарш ягнёнка с обильным добавлением ароматных пищевых трав и специй. Называется этот вид долмы баклажановой долмой — «бадымжан долмасы». Для всех перечисленных видов долмы, кроме рыбной, к столу обязательно подают катык или другой кисломолочный продукт с добавлением чеснока или без него. В азербайджанской кухне присутствует больше 10 видов блюд, в названия которых входит слово «долма». Летом 2016 года в Баку прошёл I Международный фестиваль долмы, а через год в Хачмазе был проведён II фестиваль долмы, на котором было представлено более 300 видов долмы из сорока регионов Азербайджана[29].

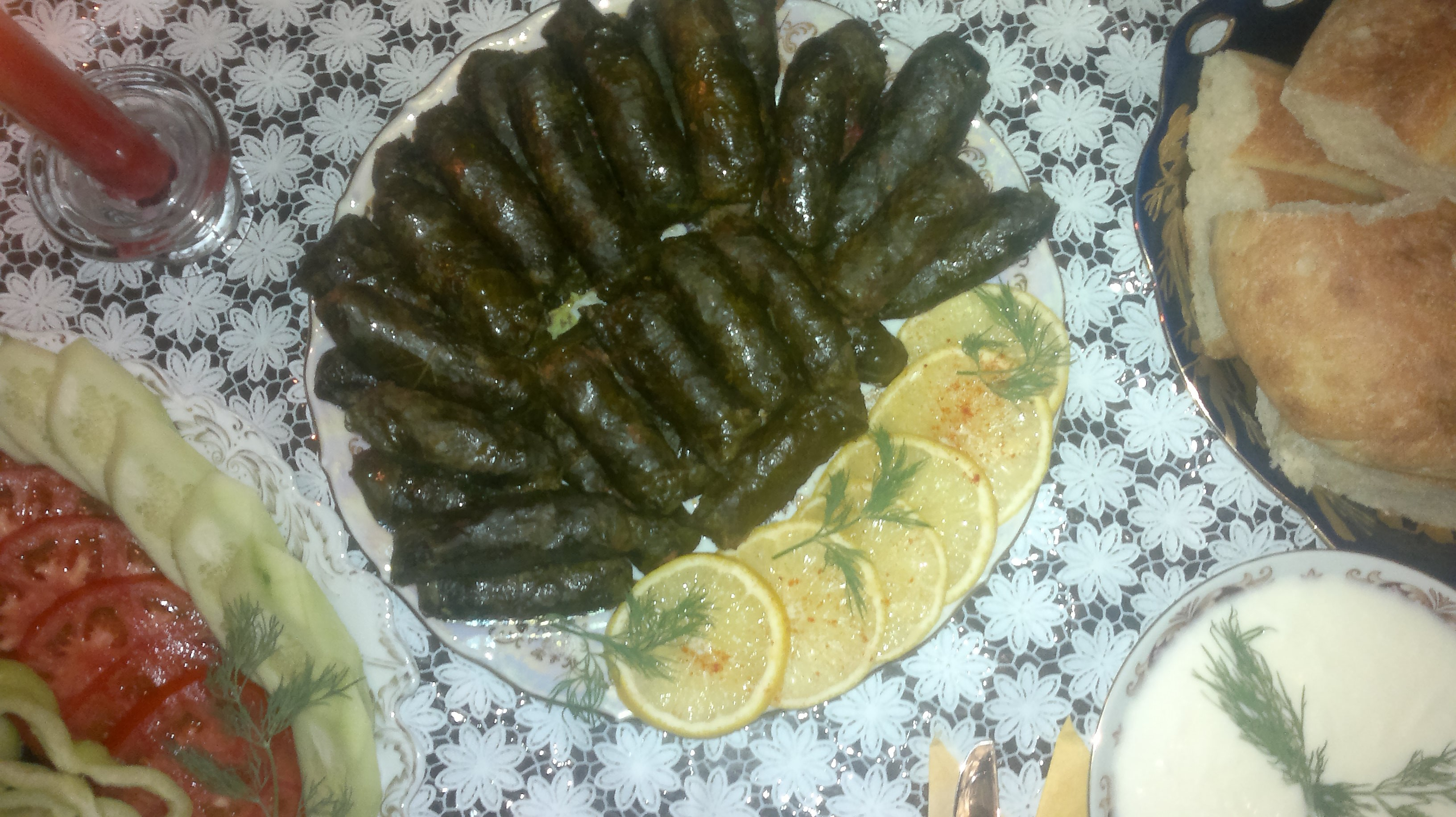
Традиционная армянская толма

- В Армении толма (арм. տոլմա) — одно из самых популярных блюд, в честь которого даже проводится ежегодный кулинарный «Фестиваль толмы». Обычно её традиционно подают с мацуном и толчёным чесноком. В качестве приправ к толме нередко используют также орехово-грибной и вишневый соус. Для приготовления толмы используется мясо трёх видов: свинина, говядина и баранина. Также обязательны пряные травы базилик, душица (орегано), тархун (эстрагон). Листья для приготовления толмы необходимо брать самые нежные, молодые. Используются как виноградные листья, так и капустные. Также существует пасуц толма — постная толма, в начинку которой входят чечевица, красная фасоль, горох, пшеничная крупа, поджаренный лук, томатная паста. Помимо всего прочего, в Армении существуют варианты толмы: из цветка тыквы, с листьями инжира, с раками, а также из курицы и из рыбы[30].

Способ приготовления ереванской толмы с виноградными листьями: из молодой баранины, риса, мелко нарезанного лука, зелени, перца готовят фарш и завертывают его в подготовленные виноградные листья, придавая изделиям форму цилиндра. На дно кастрюли кладут обваленные кости, сверху плотно укладывают толму, добавляют немного бульона и припускают под крышкой до готовности. Отдельно подают мацун с солью и чесноком.

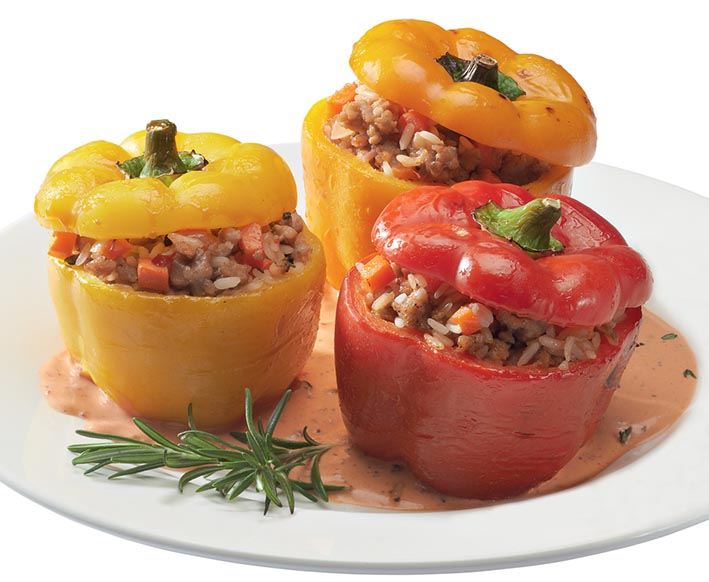
Долма в кухне крымских татар

- Греки предпочитают выжимать на долмадес лимон и добавлять оливковое масло.
- Иранская долма, известная по меньшей мере с XVII века, зачастую не содержит риса. Среди специфически персидских разновидностей блюда — долма с добавлением в начинку из мясного фарша фруктов[31].
- В крымскотатарской кухне долмой принято называть фаршированный перец (biber dolması), фаршированный баклажан (patilcan dolması) или фаршированный кабачок (saqız qabaq dolması).
- В России существует похожее на долму блюдо — голубцы. Вместо виноградных листьев при приготовлении голубцов мясной фарш с рисом завёртывают в капустные листы. Подают голубцы со сметаной. Также в России распространены фаршированные перцы, помидоры и кабачки.
- В Турции распространены два основных вида долмы: с мясной начинкой и с рисовой. Первый вид (с мясом) обычно подаётся горячим, второй (с рисом) — как горячим, так и холодным, в качестве закуски. Для приготовления используются также листья смоковницы и орехового дерева. Блюдо часто готовится в курдючном жиру[32].

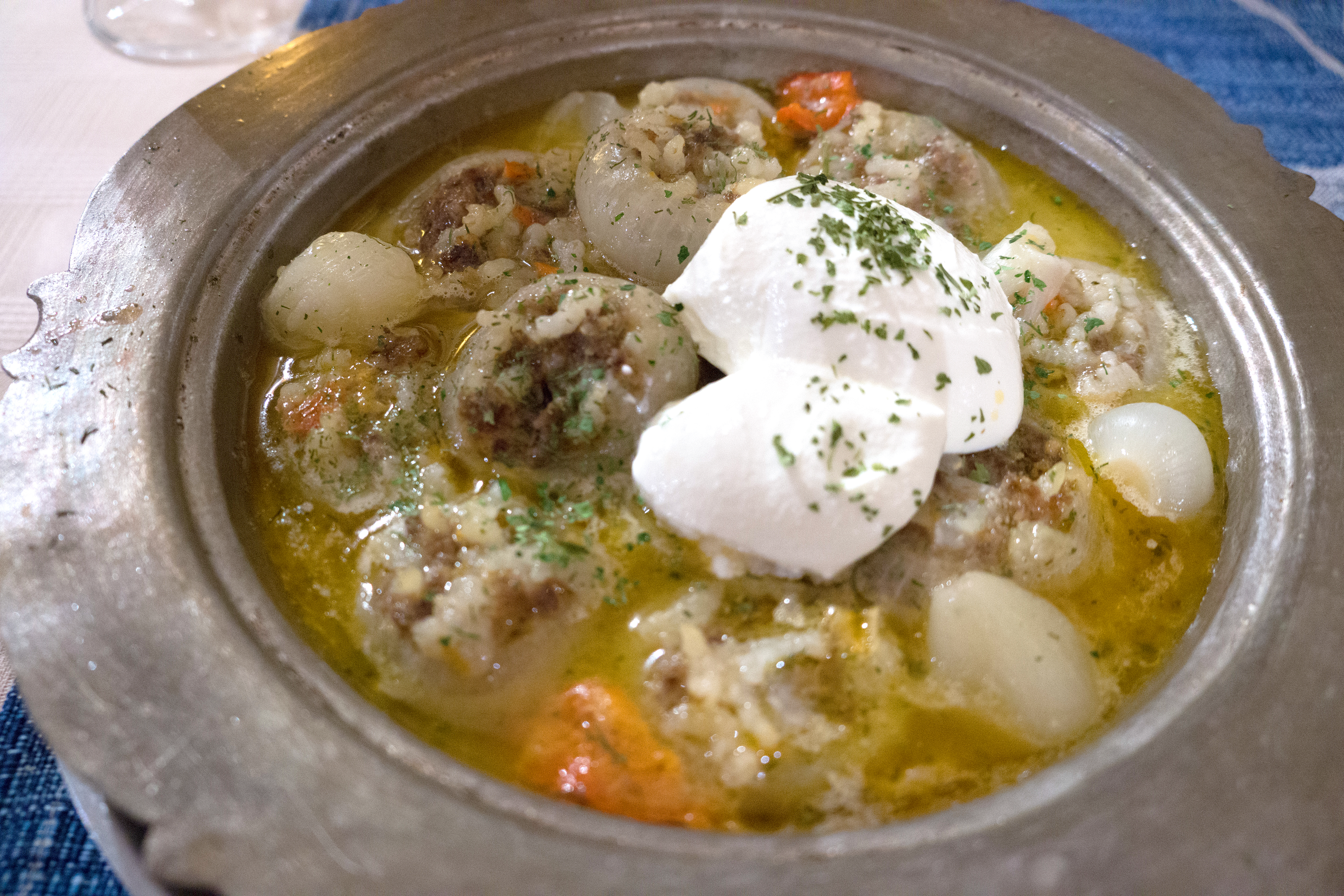
Боснийская долма «soan dolması» (фаршированный лук)

 В Турции существуют варианты долмы из рыбы и морепродуктов: мидии, фаршированные луком, рисом и пряностями (midye dolma); кальмары, фаршированные булгуром или сыром халлуми (kalamar dolma); фаршированная скумбрия (uskumru dolma) — праздничное блюдо со сложной начинкой, и фаршированные сардины, подаваемые в качестве закуски (мезе).
- В Швеции распространена разновидность долмы из капустных листьев (kåldolmar). Считается, что в шведскую кухню это блюдо завез шведский король Карл XII. После поражения от русских в Полтавской битве Карл XII провел пять лет при дворе Османского султана. Ему была оказана финансовая помощь со стороны Османской империи для ведения будущих войн с Российской империей и в 1715 году шведский король вернулся в Швецию. За ним последовали и некоторые из его турецких кредиторов вместе со своими поварами, которые и внесли в шведскую кухню традицию приготовления долмы[34].
- У немецких переселенцев (швабов), обосновавшихся в начале XIX века в Азербайджане и сохранявших свои традиции и культуру на новом месте на протяжении более чем столетия, в 1818 — 1941 годах (это касалось и пищи), долма, наряду с традиционными швабскими шпецле и маульташенами, была одним из основных блюд. Готовили её, заворачивая начинку в виноградные листья[35].
- Евреи-сефарды, проживавшие на Ближнем Востоке, знали долму под её турецким названием. После репатриации абсолютного большинства ближневосточных евреев в Израиль, в израильскую кухню вошла и долма[36]. Вместо виноградных листьев в Израиле иногда используются листья тутовых деревьев[37].
- Ассирийцы и другие христиане Ближнего Востока в скоромные дни готовили долму с мясной начинкой, а в постные — с овощной[38].
- В Боснии, в особенности в Мостаре, популярностью пользуется «soan dolması» (луковая долма; фаршированный лук). В состав блюда входят лук, говяжий фарш, рис, масло, томатная паста, чёрный перец, соль и специи. Для приготовления блюда с луковиц удаляют грубые верхние слои, а также сердцевину, и фаршируют. Подаётся это блюдо с греческим йогуртом.

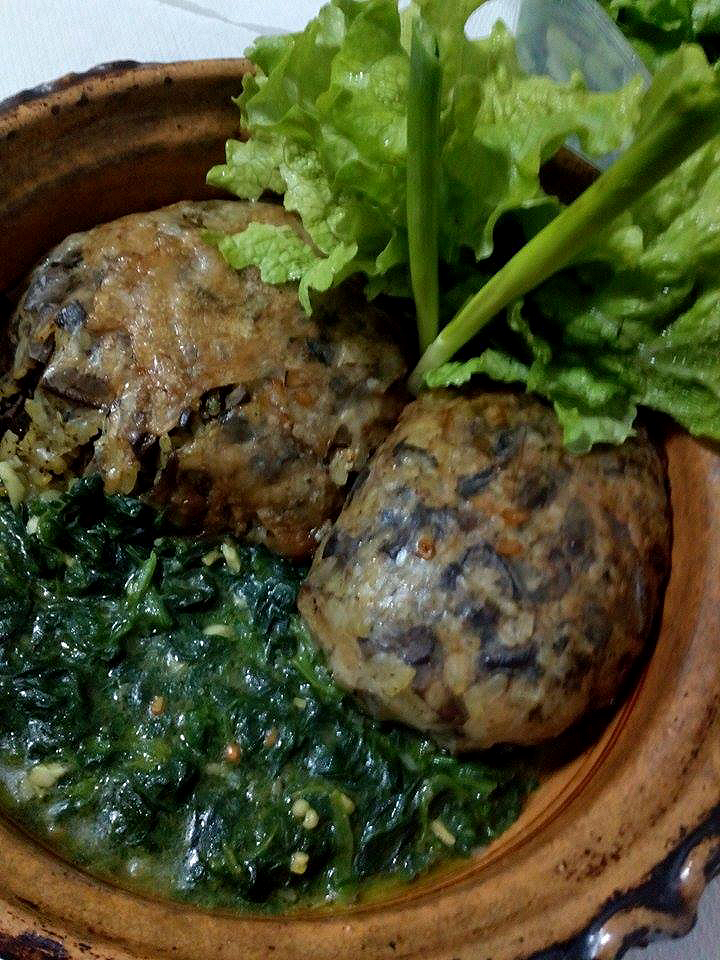
Дроб сарма

- В Болгарии дроб сарма — это блюдо из мелко нарезанные потрохов с рисом, с пассерованным луком и зеленью, завёрнутых в сальник и запечённых[39]. Это одно из ритуальных блюд, которое обязательно готовится к религиозным праздникам: на Пасху и Гергьовден[40]. «Дроб» в болгарском языке обозначает два вида внутренних органов: «черен дроб» это печень, а «бял дроб» — легкое[41]. Также в Болгарии распространен другой вариант дроб сарма: рисовая начинка укладывается в противень, накрывается жировой сеткой (сальником) и отправляется в духовку. Через некоторое время блюд заливается смесью из яиц и кислого молока снова и запекается.
- В Хорватии в регионе Синь готовят Синьские арамбаши: из мелко нарубленного мяса, без риса, начинку заворачивают в листья квашеной капусты, добавляют различные виды сушеного мяса, мускатный орех, корицу и гвоздику.